# Арк (Бухара)
Арк (узб. Ark / Арк) — древняя цитадель в Бухаре в современном Узбекистане; монументальная крепость, возвышающаяся почти на 20 метров над уровнем окружающей местности и занимающая площадь около 4 гектаров. Крепость является самым древним архитектурно-археологическим памятником Бухары. Она считается самой древней частью города с многовековыми наслоениями разрушавшихся сооружений, образовавшими холм.
В своё время Арк, возвышающийся над площадью Регистан, являлся символом величия, власти и неприступности. На одной из стен Арка некогда висела большая кожаная плеть (камча) — символ власти в Бухарском эмирате.

## История крепости

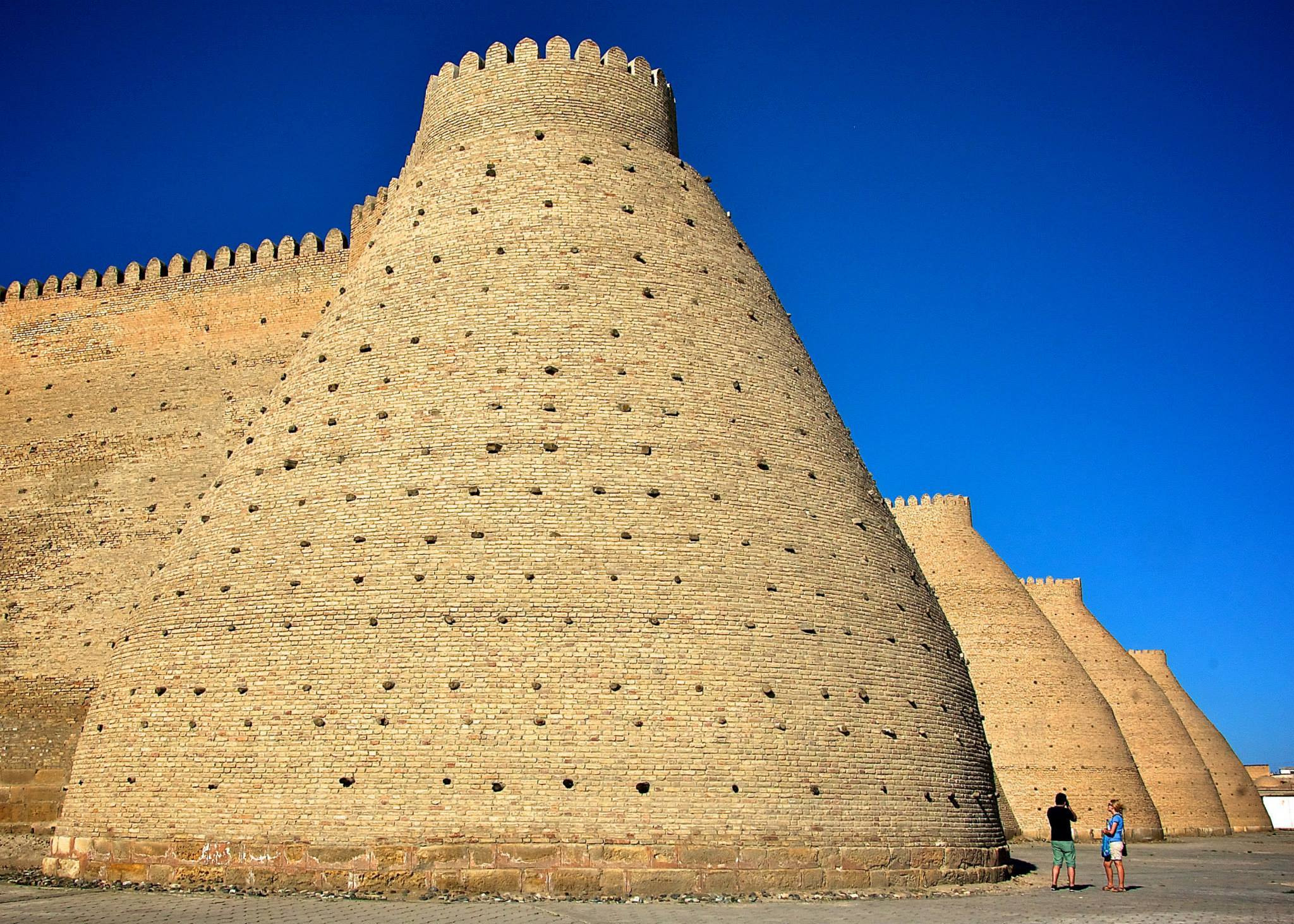
Укрепления Арка

Археологами было доказано, что Бухара возникла южнее нижнего течения Зеравшана, который распадается здесь на несколько протоков, на низкой болотистой равнине, над которой и ныне возвышается массивный искусственный холм городской цитадели — Арк. Как полагали учёные, эта цитадель представляла собой разросшуюся, многократно перестраивавшуюся и достраивавшуюся укреплённую усадьбу. В V—VI веках она уже так расширилась, что превратилась в сильную крепость с двумя воротами (на западе и на востоке), высоко поднятую над равниной. Легенды приписывают Бухаре глубокую древность и связывают её основание с мифическим героем Сиявушем, чья могила предполагалась у восточных ворот Арка. В кушанское время, на небольшом расстоянии от арка и к юго-востоку от него появилось селение, со временем преобразованное в регулярно организованный шахристан.
В VII веке укрепление цитадели были реконструированы и в ней возвели новый дворец бухархудатов, план которого, как рассказывает Наршахи, в магических целях повторял форму созвездия Большой медведицы. Рядом дворцом были построены здания канцелярий, казнохранилище, тюрьма и храм. За западными воротами Арка простирались возделанные земли и сады, над которыми поднимались более двух тысяч укреплённых замков и стояли сотни загородных усадеб, тоже укреплённых и мало чем отличающихся от замков. Ворота выходили на площадь, называющуюся Регистан — "Песчаная". Восточные ворота, впоследствии уничтоженные, были обращены в сторону неподалёку расположенного шахристана.
В VIII веке, к приходу арабов здесь были дворец Бухархудатов, священная могила легендарного героя Сиявуша и храм, который Кутейба ибн Муслим превратил в мечеть. Первая мечеть Бухары была построена арабами в 713 году в Арке (кухендизе) на месте «языческого» храма. Эта мечеть в конце VIII века была перенесена из цитадели вниз, на территорию между Арком и шахристаном.
При Саманидах между западным высоким фасадом Арка и стеной рабада возникла площадь Регистан — здесь был построен дворец с порталом, который аль-Истахри признал величественнейшим в странах ислама. Портал был обращён ко входу в Арк.
Данные по истории крепости содержатся в отрывках из книги Абул Хасана Нишапури «Хазоин ал-улум», дошедших до нас благодаря тому, что Абу Наср Кубави включил их в виде дополнений к тексту сочинения X века Наршахи, переведённого с арабского на персидский язык, сокращённого и переработанного им в XII веке. Здесь же говорится о разрушении Арка ещё в древнюю эпоху и восстановлении его при бухархудате Бидуне (?—673), о возведении построек в Арке караханидом Арслан-ханом (1102—1130) после второго разрушения, о третьем разрушении хорезмшахом Ала ад-Дином Атсызом (1128—1156) в 1140 году и восстановлении караханидом Али-тегином в 1141—1142 годы, о четвёртом разрушении огузами и возведении вновь хорезмшахом Ала ад-Дином Мухаммедом II (1200—1220) в 1207 году, о пятом разрушении монголами в 1220 году во время осады и уничтожение жителей города.
В Арке наиболее крупный ремонт был произведён в 1164—1165 годы.
В средние века в Арке работали Рудаки, Авиценна, позднее Омар Хайам. Здесь также хранилась уникальная библиотека, о которой Авиценна писал: «Я нашёл в этой библиотеке такие книги, о которых не знал и которых не видел больше никогда в жизни. Я прочитал их, и мне стало ясно место каждого учёного в своей науке. Предо мною открылись ворота в такие глубины знаний, о которых я и не догадывался». Вероятнее всего, библиотека была разграблена во время одной из войн.
По данным хроников эпохи Тимуридов, весной 1405 года, после смерти Амира Темура, в преддверии междоусобной борьбы за престол, Мирзо Улугбек и Ибрагим Султан со своей казной и опекунами отправились в Бухару и остановились в крепости Арк. Здесь они на протяжении месяца занимались укреплением стен и ворот города. Хроники упоминают о существовании в то время, как и раньше, двух ворот Арка — восточных и западных.

### XVII—XIX века

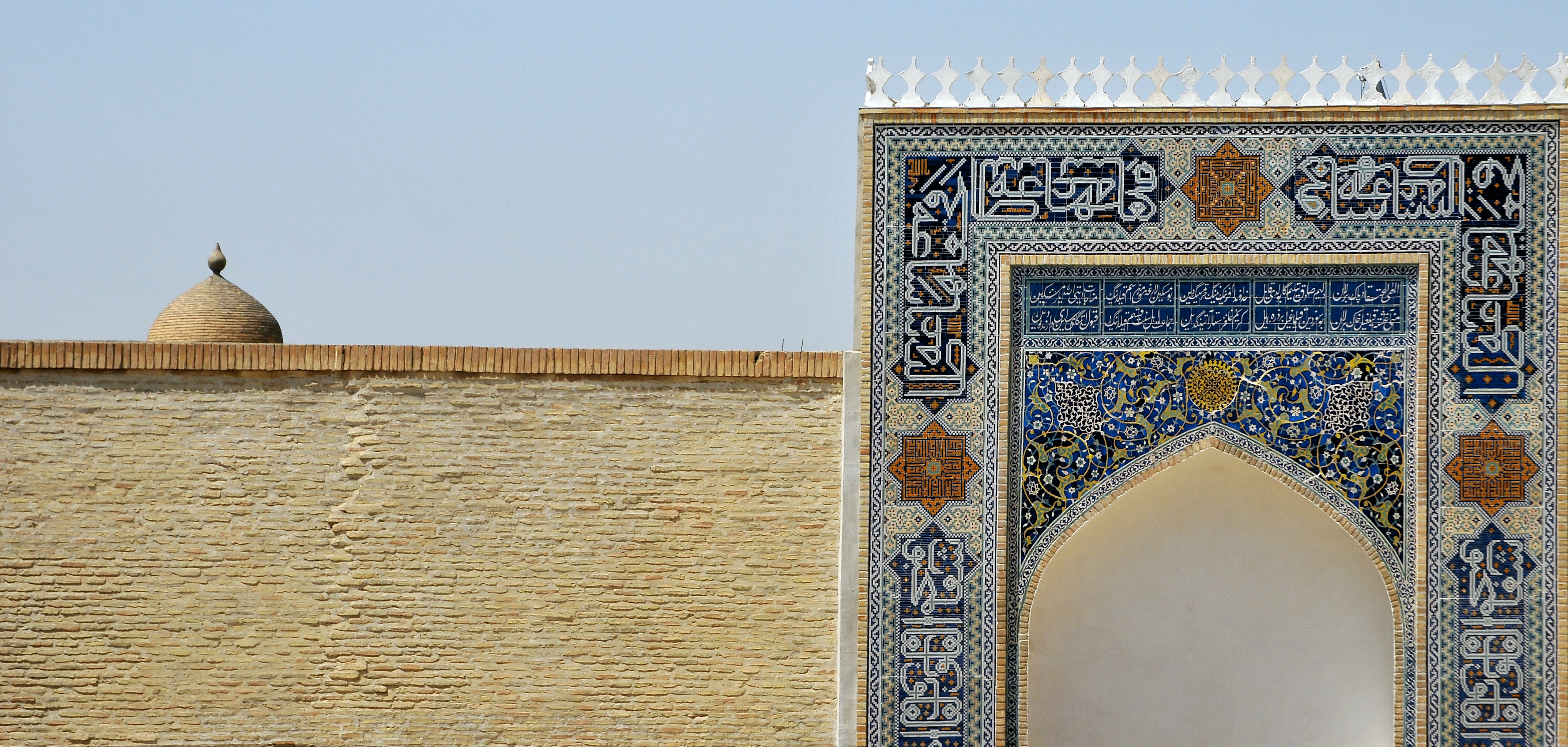
Фрагмент внутреннего двора

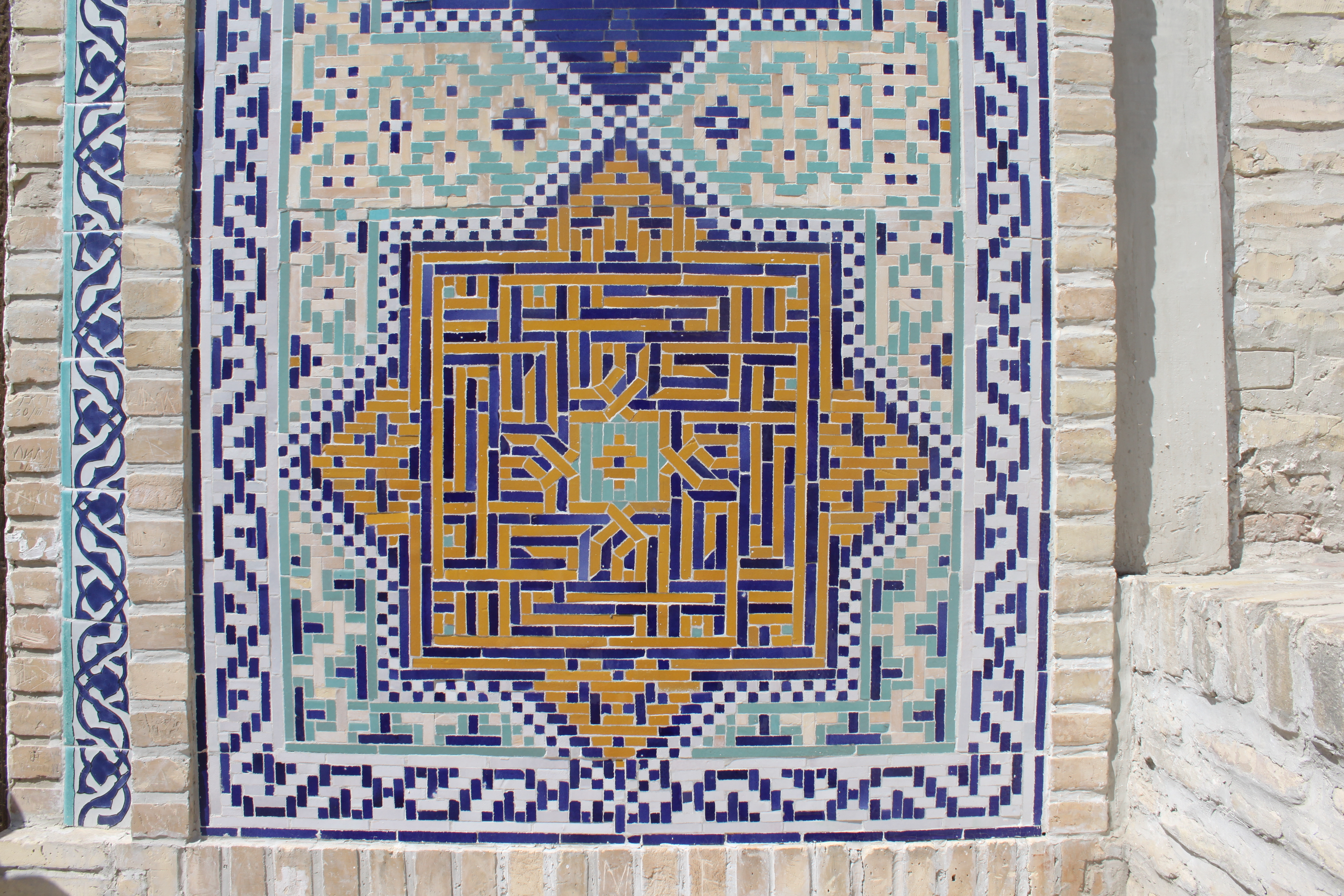
Настенная мозаика

Новые постройки в Арке XVII—XIX веков перечислены в специальном сочинении «Тахкикат-и арк-и Бухара» («Исследования о Бухарском Арке») Саид Насиром, сыном эмира Музаффара в 1921 году. Автор этой небольшой компиляции долго жил в Арке и имел там в своём распоряжении собственную усадьбу и библиотеку, где имел возможность заниматься научными исследованиями; знал расположение и назначение многих, ныне не существующих зданий и сообщает о времени их постройки. Саид Насир сообщает о бухарских правителях из династии Аштарханидов и Мангытов, во время которых были произведены постройки в Арке и прилегающей к нему территории. Например, трёх-этажное сооружение над воротами Арка — наккорахана было построено, по его словам, при Абдулазиз-хане (1645—1681). Куринишхана (приёмный зал), пятничная мечеть, мехмонхана (гостиный зал) — при Субханкули-хане (1681—1702). Ко времени правления Мухаммад Рахима (1756—1758) источник относит возведение в северо-восточном углу Арка мечети Чильдухтаран рядом мавзолеем сайида Абдалгази (Батталгази), из потомков халифа Али. Неподалёку от них находилась большая братская могила, в которой были похоронены семь сыновей Абулфейз-хана (1711—1747). Остальные сохранившиеся постройки были произведены в XIX веке. Как отмечали учёные, в основном Саид Насиром приведены правильные датировки сохранившихся зданий, помещений на цитадели Арк, за исключением отдельных неточностей, выясненных позднее архитекторами при реставрации зданий. Автор «Истории Рахим-хана» Мухаммед Вафа-и Керминеги упоминает «новое высокое здание», построенное в Арке по приказу Мухаммада Рахима. В это помещение был перенесён трон ввиду холодной погоды в декабре 1756 года.

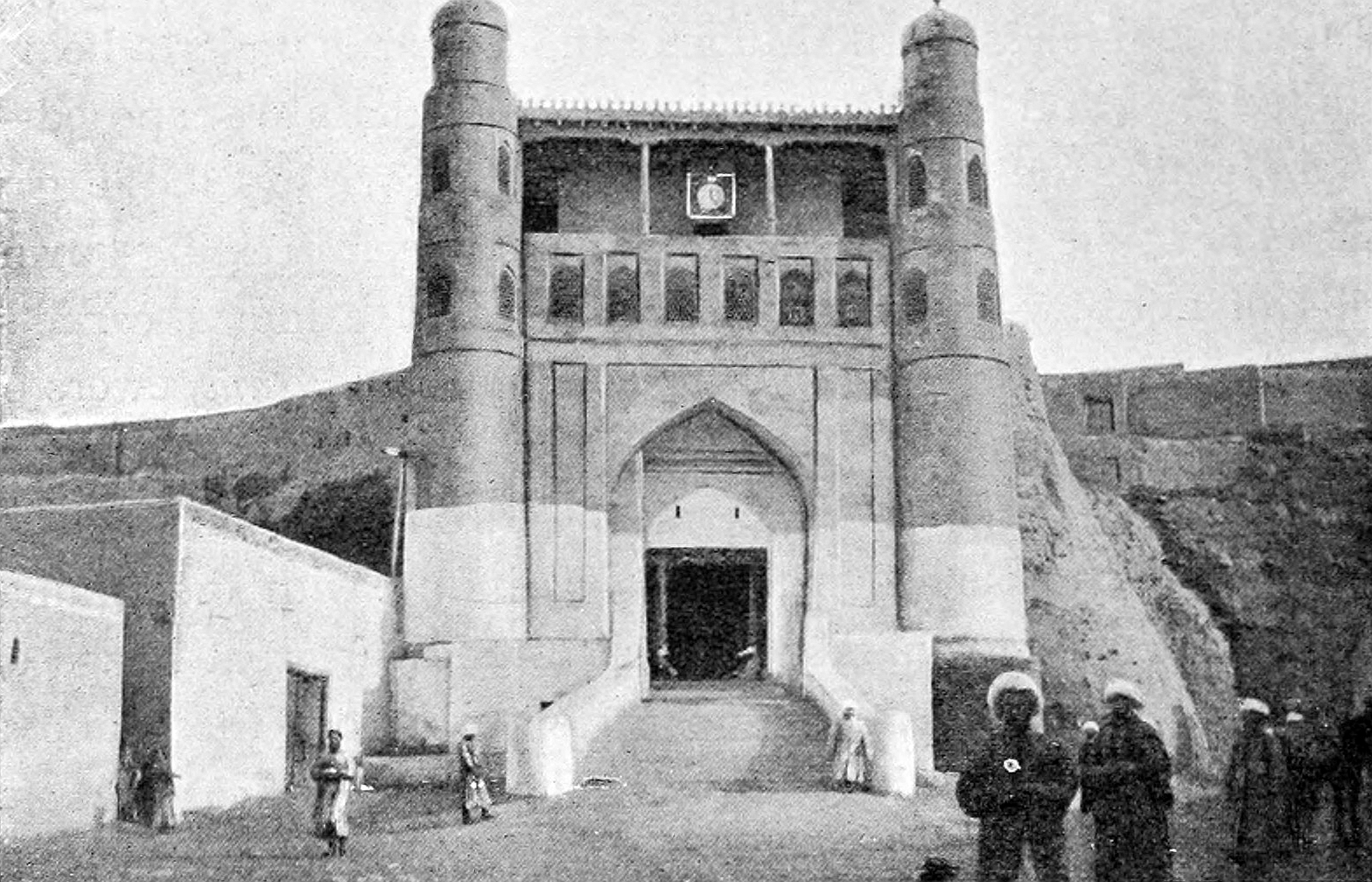
Ворота Арка в 1902 году

Саид Насир в своём труде не называл ни одной постройки последней трети XVIII века. Эмир Шахмурад (1785—1800), по его словам, разрушил многие старые здания светского назначения, а строительный материал использовал для построек и ремонта мечетей вне Арка. Новые постройки в Арке, по словам этого автора, начал эмир Хайдар (1800—1826), который соорудил рядом с домом Мухаммад Рахима приёмный зал, открытый на запад, а в другом месте — большое ханака, возле которого был колодец — чох, откуда доставали воду для полива имевшегося там цветника. К колодцу вёл проток из хауза Лисак, открывавшийся по мере необходимости. Сообщается, что в Арке имелся садик — богча, носивший название Чахор чаман, воду для которого поднимали из хауза, находившегося у стены Арка, с помощью водоподъёмного сооружения — чархи фалак. При эмире Насрулле (1827—1860) напротив дома Мухаммад Рахима выстроили ещё один приёмный зал с подвалом — тагхона. При эмире Музаффаре (1860—1885) в Арке построили дом для русских послов; при эмире Абдулахад-хане (1885—1910) — каменное здание арсенала и пороховой склад курхона.

### XX век и Гражданская война
Последний вклад в разрушение Арка внесли большевики во время осады Бухары в 1920 году под командованием М. В. Фрунзе. По его приказу Арк бомбили с самолёта, пока осаждённые не были вынуждены сдаться. В результате большая часть крепости превратилась в хаос руин. Территория гарема эмира пострадала сильнее всего и, по оценке археологов, не подлежит восстановлению, поскольку в настоящий момент представляет собой лишь слежавшуюся глиняную массу.

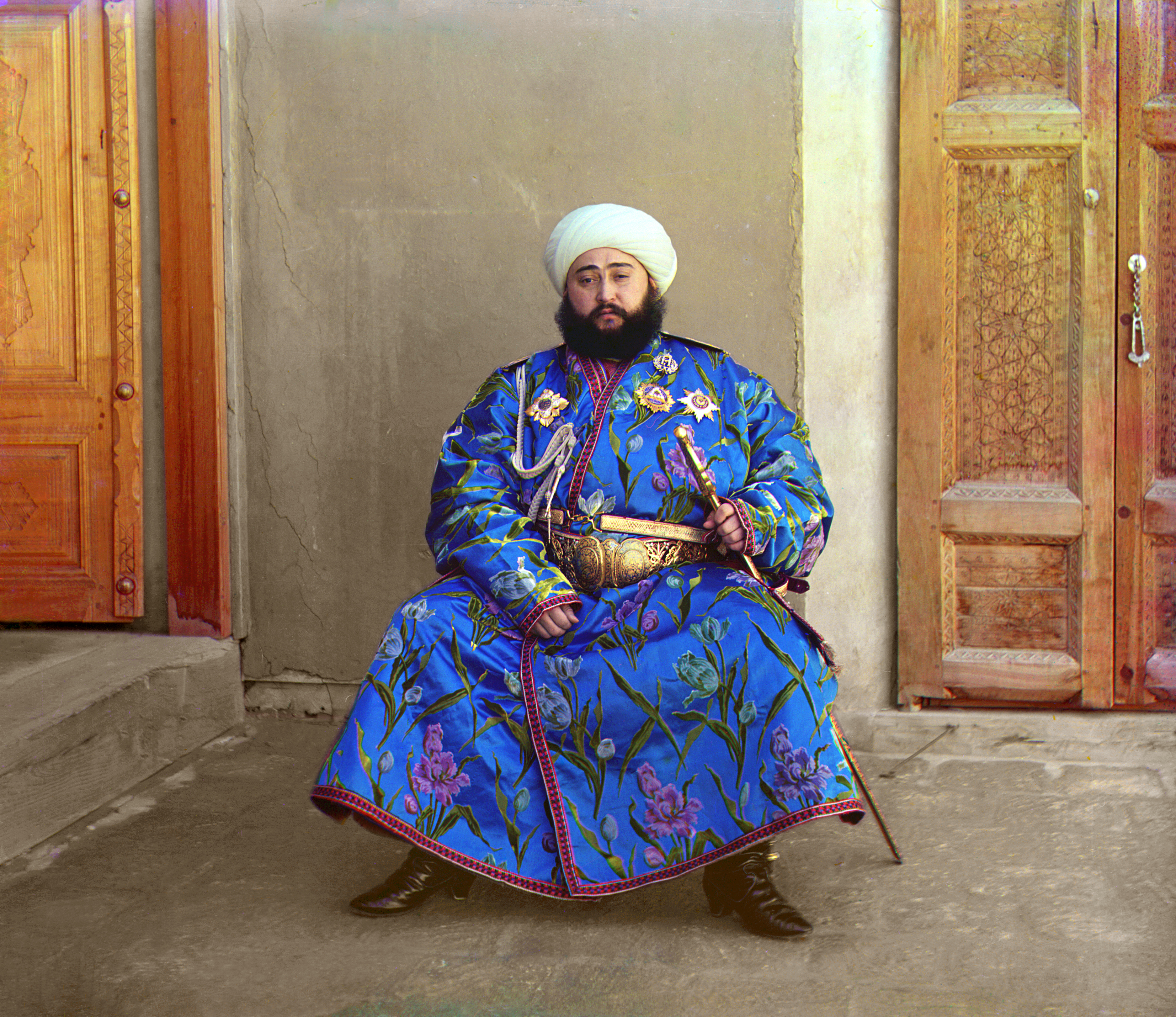
Сейид Алим-хан (1880—1944) — последний эмир Бухары, свергнутый большевиками.

После ликвидации Бухарского эмирата и бегства эмира в Арке возник пожар, продолжавшийся четыре дня. Тем не менее, часть построек в первое десятилетие ещё оставалась. По словам Бычковского, служившего в одном из советских учреждений, размещавшихся в Арке в 1925—1927 годы, северо восточная часть Арка в то время была ещё мало разрушена.

## Археологические раскопки и реставрация
В период Бухарской народной советской республики была отреставрирована западная стена Арка. А. А. Семёнов сообщал, что была создана комиссия под названием «Общество истории», которая намеревалась написать историю Арка.
В 1970—1980-х годах были проведены частичные археологические исследования в Арке. Широких археологических раскопок, особенно, в южной части Арка и прилегающей к нему территории ещё не проводились. По мнению археологов, именно они могут дать более чёткие сведения о реальном возрасте Бухары и опровергнуть или подтвердить легендарные сведения Наршахи о том, что Бухаре ещё в X веке было 3000 лет.
В 1970—1974 годы на Арке проводились большие стационарные раскопки специальным археологическим отрядом организованным под общим руководством академика АН Узбекистана Я. Г. Гулямова. В крепости на площади 120Х100 метров были раскопаны верхние слои, относящиеся к XVI—началу XX векам.
В 1979—1980 годы впервые в истории археологического изучения Бухарского Арка стратиграфический шурф (6Х6 метров) позволил углубиться до материкового слоя. Мощность культурных напластований здесь превышала 20 метров, причём на треть этой величины они были скрыты под землёй. На глубине 13—15,5 метров, а также 16,5—18,5 метров обнаружены остатки двух мощных глинобитных стен, возможно входивших в систему древних оборонительных сооружений Арка. Первая стена сохранилась на высоту 2,5—3 метров и датируется керамическим материалом IV—V веков н. э., а вторая — высотой 2—2,5 метров — датируется IV—III веками до н. э. Несомненно, это руины древнейшей крепостной стены Бухары, которые явились одним из важнейших атрибутов становления города.
Был осуществлён также полный стратиграфический разрез крепостных стен Арка. По археологическим данным, полученным Е. Г. Некрасовой в стратиграфическом разрезе северной крепостной стены Арка, наиболее ранняя его стена была сложена из нескольких слоёв пахсы и пахсовых блоков высотой 0,9—1,0 метров, толщиной 0,7—0,75 метров. Наиболее её ширина — 7,5 метров, наименьшая — 2,75 метров.
В ходе подготовки к 2500-летию Бухары по инициативе и под руководством Президента Республики Узбекистан Ислама Каримова (1990—2016) были проведены работы по реставрации Арка.

## Конструкция и архитектура
Арк — это большое земляное фортификационное сооружение довольно плоской возвышенностью и круто обрывающимися склонами, в северо-западной части современной Бухары. В плане он напоминает неправильный прямоугольник, немного вытянутый с запада на восток. Длина стен Арка составляет 789,60 метров, внутренняя площадь поверхности — 3,96 га, высота от уровня площади Регистан колеблется от 16 до 20 метров.

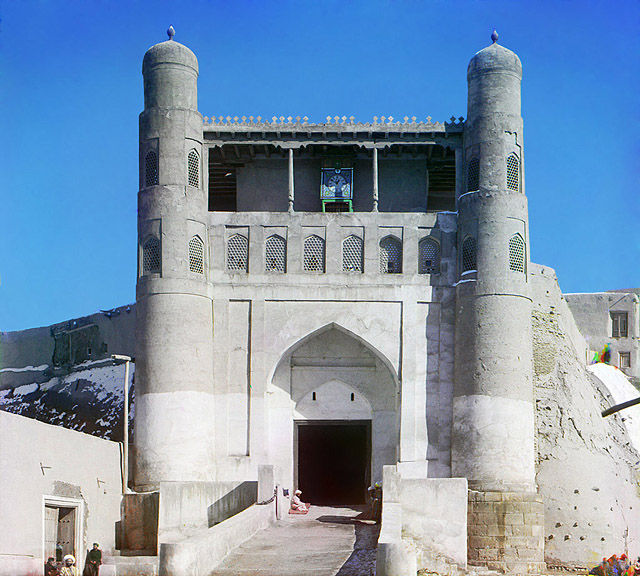
Парадный въезд в цитадель. Фотография С. М. Прокудина-Горского, 1909 год

Все сохранившиеся здания относятся к периодам правления узбекских династий Аштарханидов (XVII в.) и Мангытов (XVIII—XX вв.). Большинство зданий в Арке было построено из обычного в Средней Азии деревянного каркаса, заполненного сырцовым кирпичом и покрытого штукатуркой. Дома попроще делались из однородного каркаса, более богатые — из двухрядного. Построек из обожжённого кирпича в Арке было немного: тахтапуль или пандус у входа, нагорахона — сооружение над входными воротами, долон — крытый проход (ведущий снизу вверх от ворот до поверхности Арка), мечети Джами и Хонако, подвалы казначейства, стены тронного зала, мазар Сайид Баттолгози и небольшое медресе, находившееся в северо-восточном углу Арке.
По словам Бычковского, служившего в одном из советских учреждений, размещавшихся в Арке в 1925—1927 годах, в северо восточной части Арка в то время стояла сплошная масса зданий, где можно было переходить из одной комнаты в другую. Это были лабиринтообразные анфилады и «каждое помещение имело особую отделку. Поражало обилие разбросанных в этих комнатах рукописных книг в очень красивых тисненых переплётах». В одном из помещений, по видимому, в гареме кушбеги, «на чистеньком дворике был даже небольшой водоём, размером приблизительно 2х2 метров, где будто бы купались женщины. Рядом росло большое дерево».
В период Бухарской народной советской республики около западной стены Арка сохранилось несколько зданий, но все они не занимали и десятой доли площади Арка — Регистана. Остальная территория в 1940, по данным исследователя М. С. Андреева, представляла собою большой пустырь со следами фундаментов, сохранившихся далеко не везде. Постройки существовавшие ещё в 1940 году, следующие: тахтапуль, ворота, нагорахона, долон, мечеть Джами, часть учреждений кушбеги, основание коронационного зала, корихона, двор и постройки саломхона, часть построек саисхона, часть полуразрушенных и засыпанных подвалов казнохранилища, хонако в южной части Арка и мазар — в восточной.
Известно, что возле ханака были небольшие дворики и дома, считавшиеся помещениями суфи и имама. Стражники гуломбача имели дома вдоль всей восточной стены Арка.
Учёные полагают, что в древние времена вода доставлялась в Арк с подземного канала тазар, который шёл от бывшего медресе Ходжа Нихол и подходил вплотную к южной стене Арка. Вероятно, здесь существовал тайник — обдузд, который вёл под стеной к этому каналу. Не исключено возможность даже существования закрытого водоёма — сардоба. Подтверждение этой догадки они находят в рукописи «Тахкикат-и арк-и Бухара» («Исследования о Бухарском Арке»):
Ещё имеется колодец по соседству с упомянутым ханако, где держали воду, которую вытаскивали из него для поливки цветника, расположенного у того места. А чтобы не испытывать нужды в воде в случае войны, к нему из хауза Лисак есть ход, который открывается, когда нужно. Кроме того, был садик, называвшийся Гулзори чорчаман — «Цветник четырёх лужаек», где его величество счастливый эмир часто прогуливался и развлекался с обитательницами гарема. Воду сюда поднимали с помощью колеса чархи фалак из хауза, находившегося напротив, вблизи стен Арка, где сберегалась вода.
.

## Настоящее время: музей-заповедник

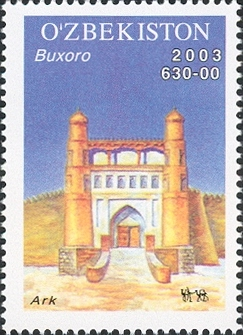
Арк на почтовой марке Узбекистана, 2003 г.

В настоящее время в цитадели располагается Бухарский государственный архитектурно-художественный музей-заповедник, включающий в себя:
- Отдел истории с древнейших времен до начала XX века.

Один из старейших научных отделов музея, функционирующих с 1923 года. В отделе работают 6 научных сотрудников. В состав отдела входит сектор археологии. В фондах отдела хранится около 14 000 экспонатов. Руководит отделом — М. И. Ниязова.
- Отдел нумизматики и эпиграфики.

Отдел функционирует с 1987 года. В нём работают 2 научных сотрудника. Хранение включает 19 880 предметов. Начало сбора коллекции относится к 1920-м годам, его основу составляют монеты, найденные во время археологических раскопок на территории Бухары и области. Руководит отделом кандидат исторических наук — Г. Н. Курбанов. 
- Отдел природы Бухарской области.

Один из старейших отделов музея, функционирующих с 1951 года. В отделе работают 3 научных сотрудника. Хранение включает 536 экспонатов. Руководит отделом — С. М. Хабибуллина.
- Отдел современной истории и этнографии

Отдел создан в 1975 году. В отделе работают 11 человек. Хранение включает около 36 000 экспонатов. В состав отдела входят сектор документального фонда и фонотеки, включающий 32 456 экспонатов, и сектор вещественного фонда, включающий 3 099 экспонатов. Руководит отделом — Б.А. Кобилов.
- Выставка «Памятники письменности (IX—XX вв.)».

В подвальных помещениях расположены фондохранилища музея.

### Галерея экспонатов

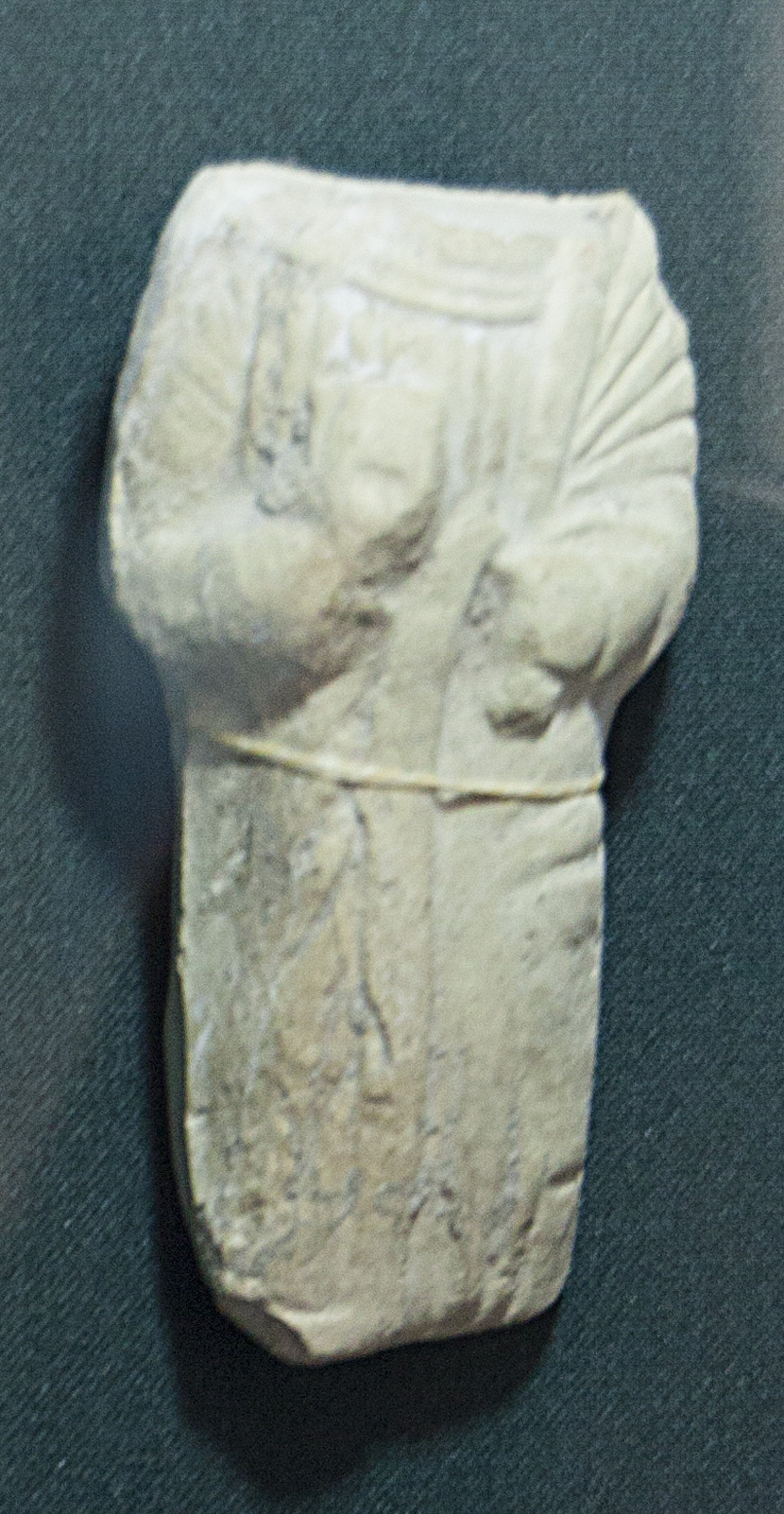
Женская терракотовая фигурка
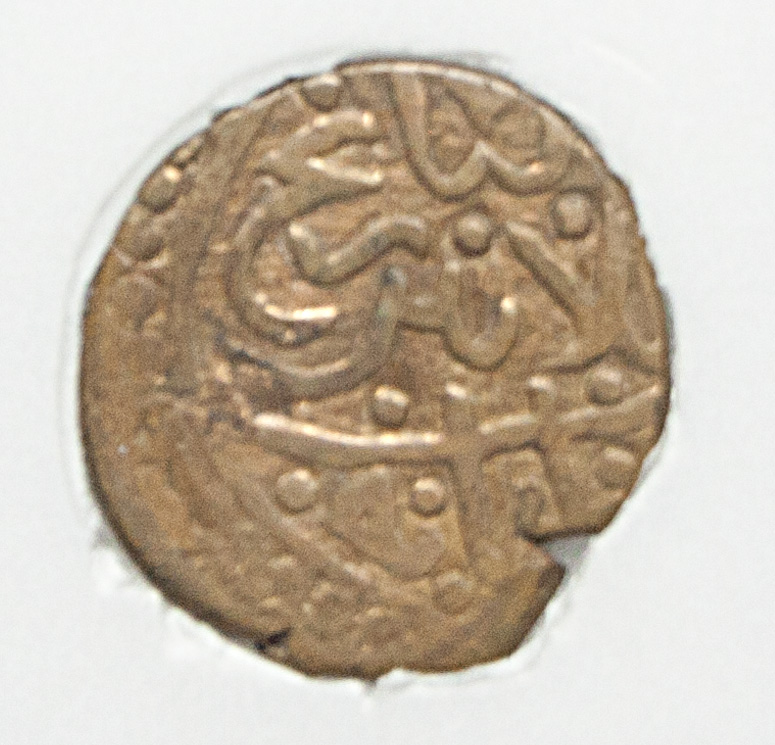
Монета Тимуридов
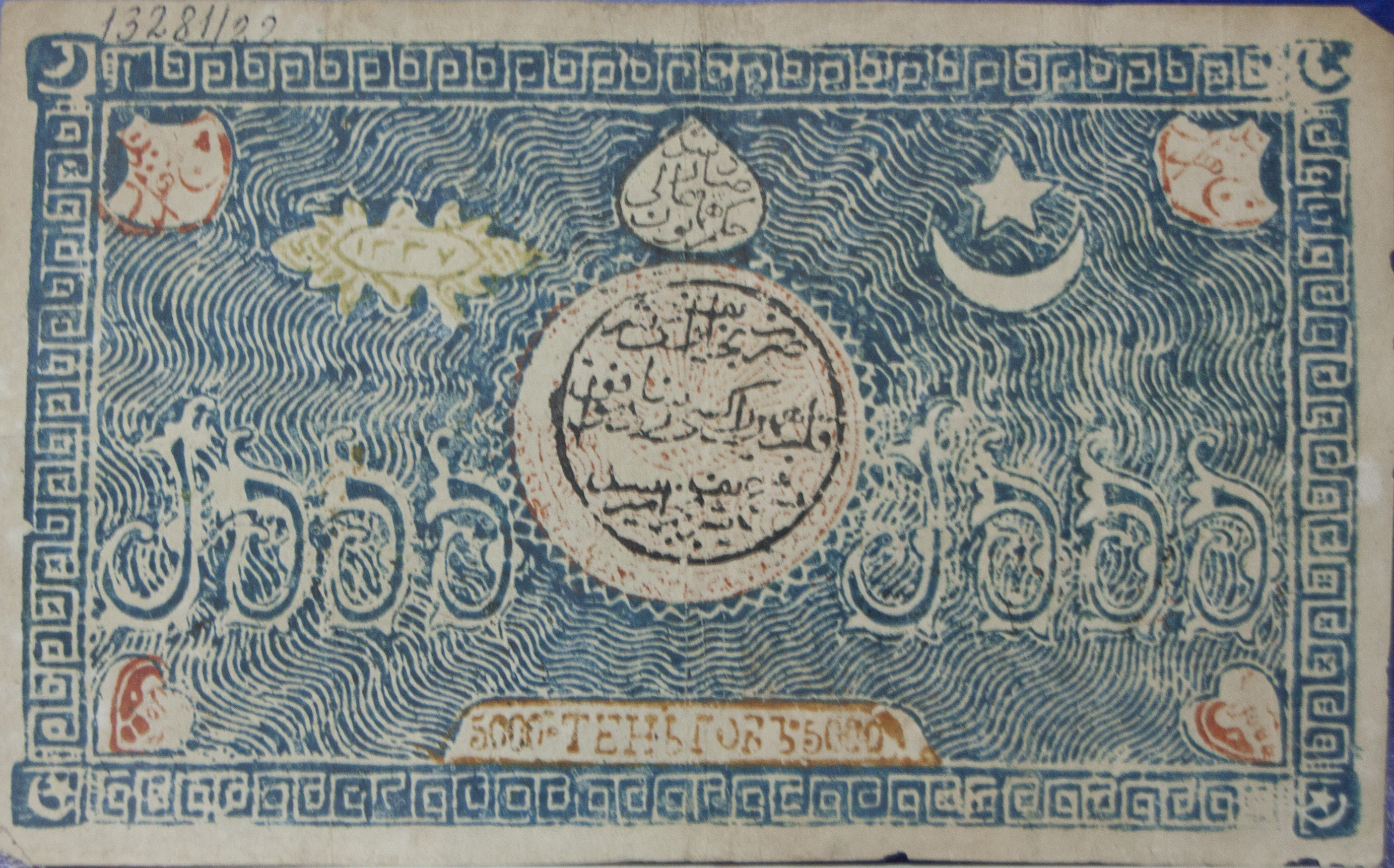
Банкнота Бухарского эмирата
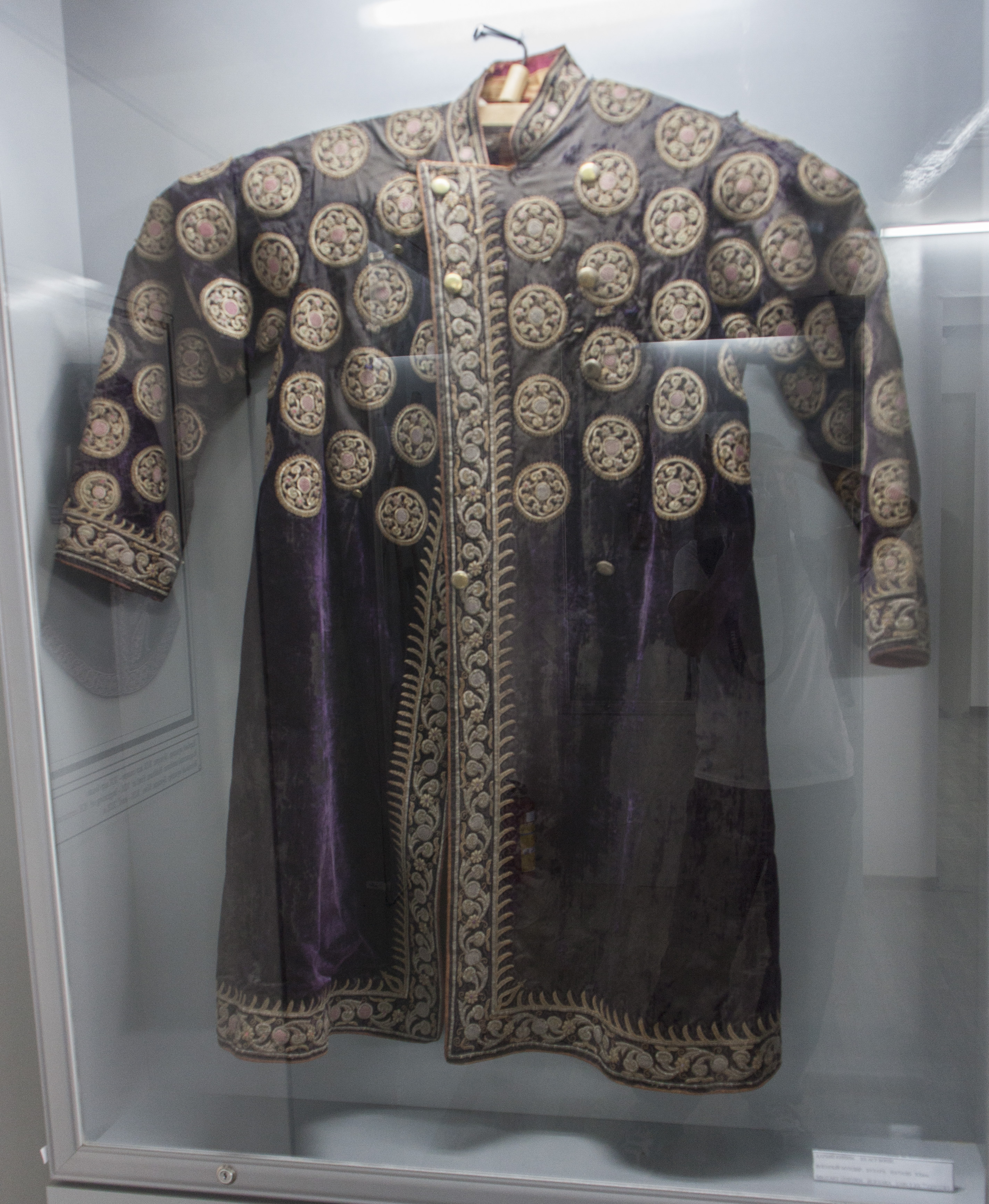
Мундир бухарского воина в музее
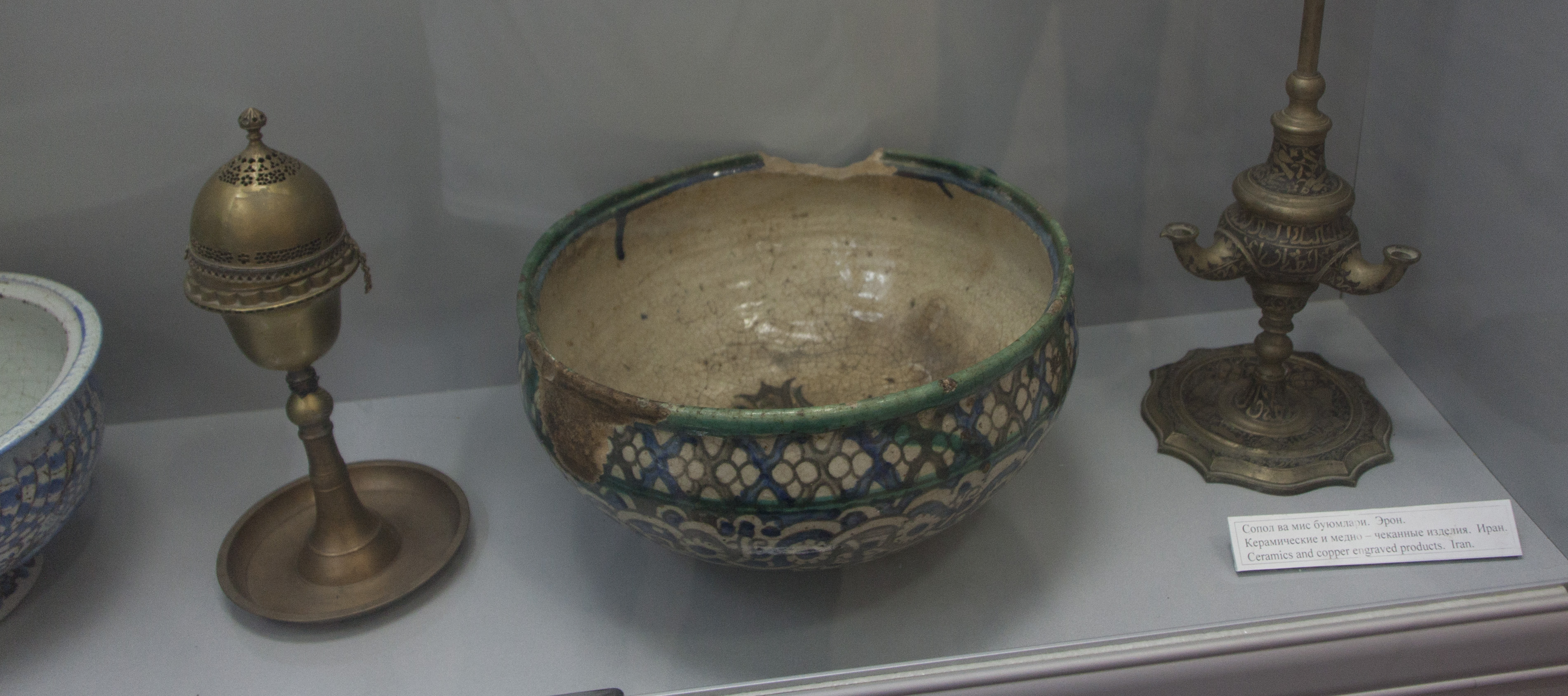
Посуда из Ирана
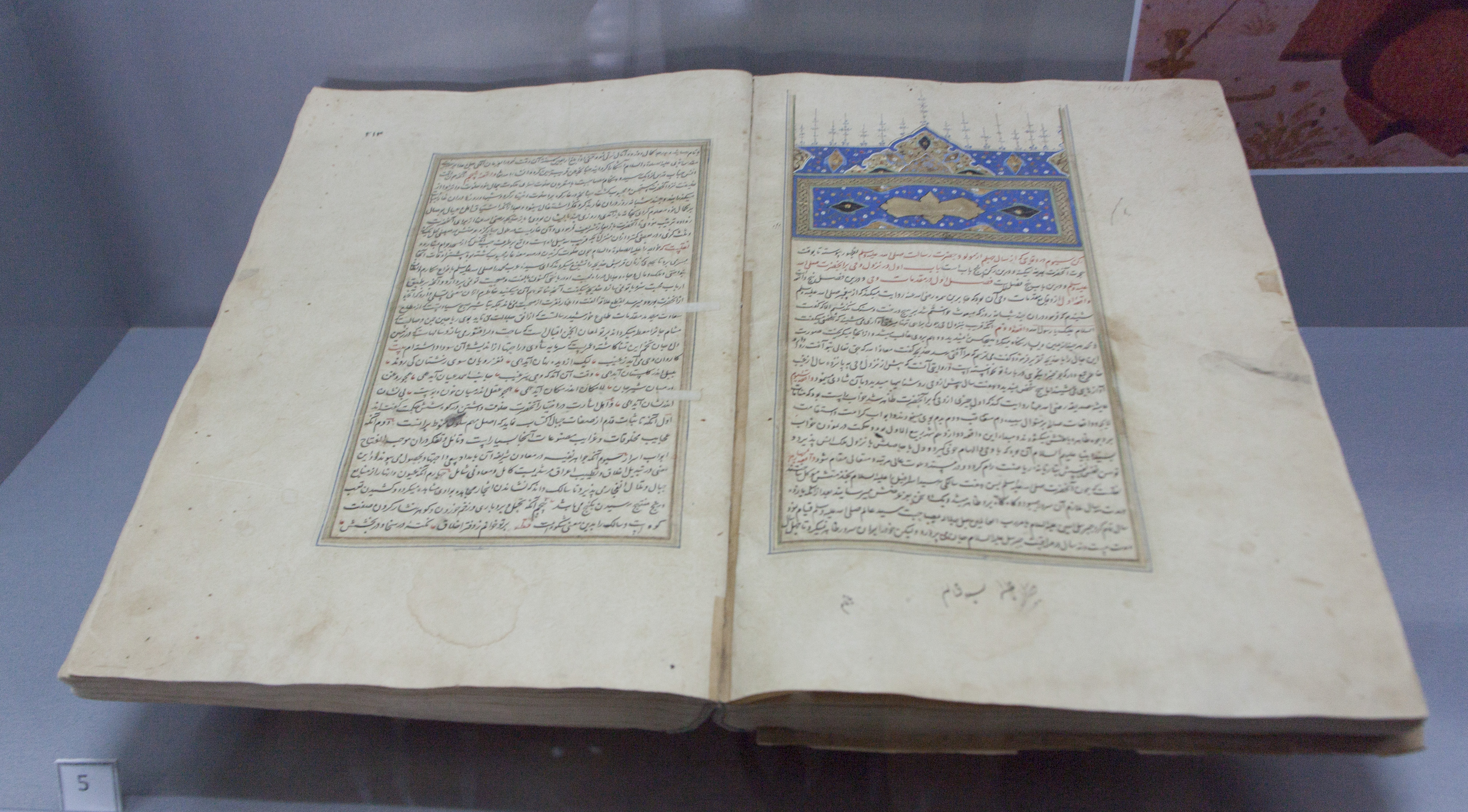
Книга «Жизнь пророка Мухаммада»
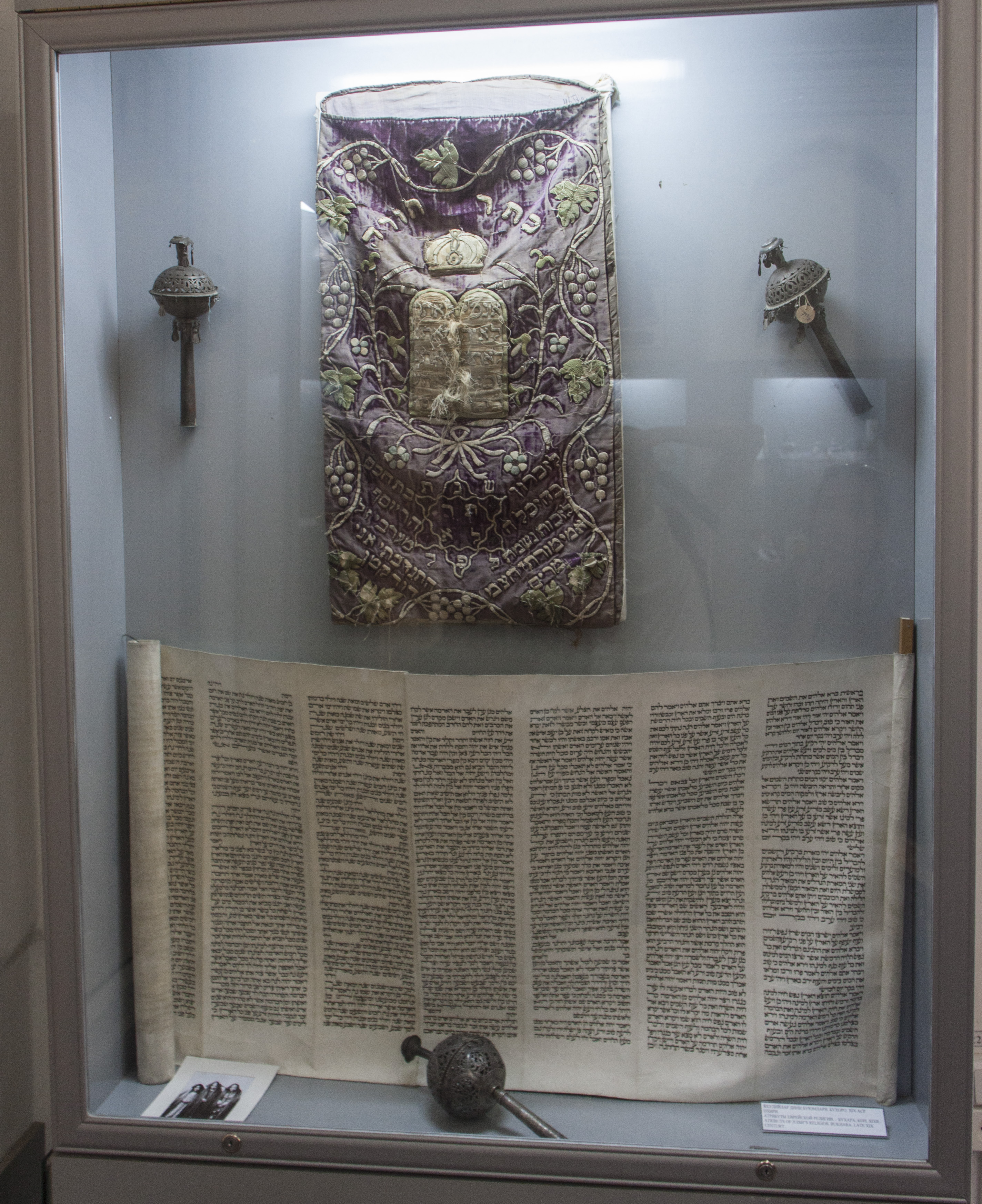
Тора. Бухара, XIX век
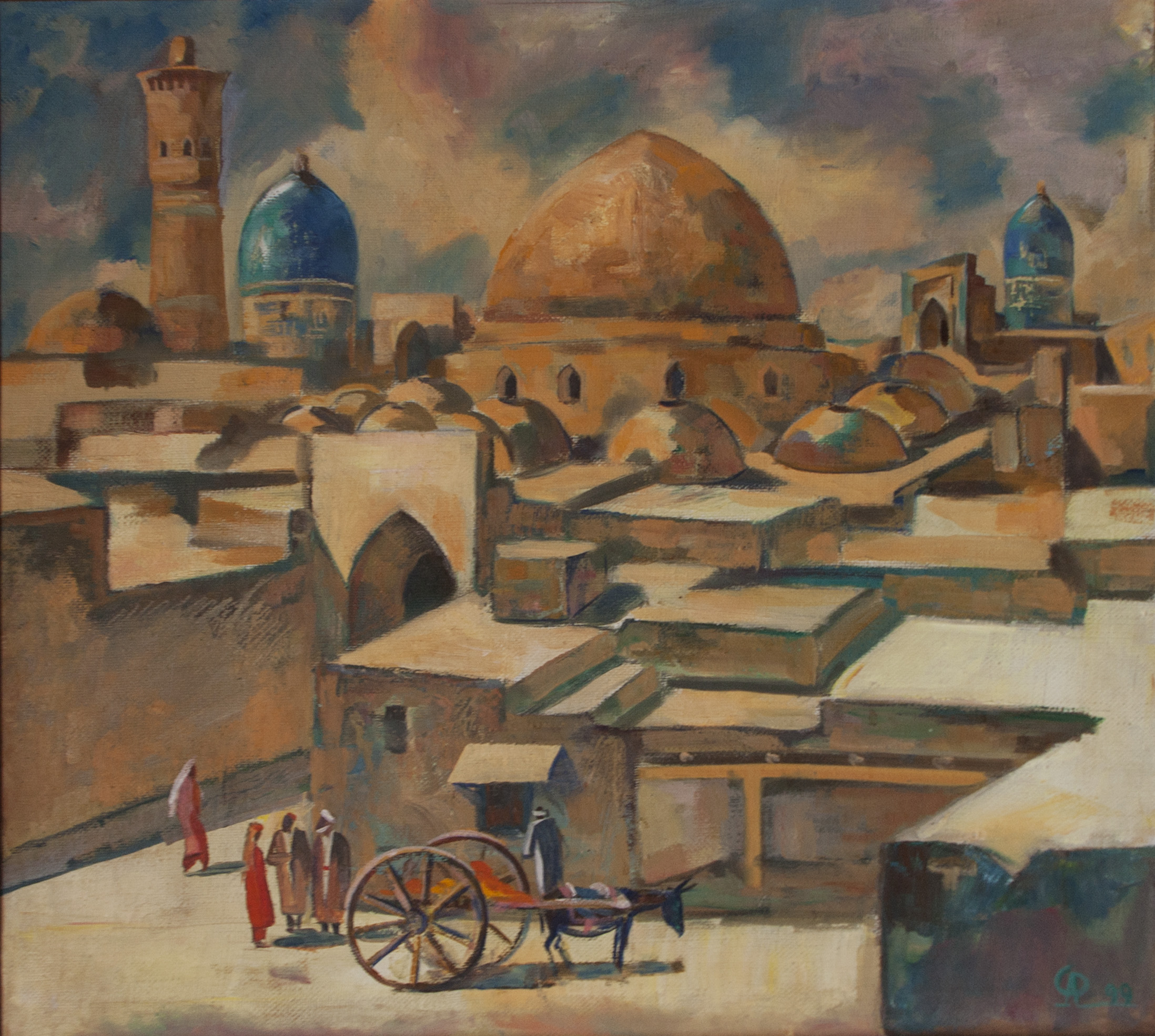
Бухара. Старый город